# Ослышка
Ослы́шка (иногда также мондегрин, англ. mondegreen, misheard) — переосмысление неверно разобранных со слуха слов. В случае, если исходный текст представляет собой известную песню или стихотворение, частая ослышка может приобретать популярность.

## В классической культуре
Фёдор Михайлович Достоевский в 1875 году по поводу стихотворения Фёдора Глинки «Сон русского на чужбине» (1825), часть которого, положенная в 1828 году на музыку Алексеем Верстовским и ставшая знаменитым русским романсом «Тройка», начиналась строчками:

Вот мчится тройка удалая

Вдоль по дороге столбовой,

И колокольчик, дар Валдая,

Гудит уныло под дугой.— 
— отметил в записной книжке 1875 года:

Дарвалдая. Я предлагаю принять за новый глагол. Смешнее представить себе нельзя чего-нибудь, как город Валдай, дарящий колокольчики. К тому же глагол этот известен всей России, трём поколениям, ибо все знают тройку удалую, она удержалась не только между культурными, но даже проникла и в стихийные слои России <…>. Но все, во всех слоях, пели дар Валдая не как дар Валдая, а как дарвалдая, то есть в виде глагола, изображающего что-то мотающееся и звенящее; можно говорить про всех мотающихся и звенящих или стучащих — он дарвалдает. Можно даже сделать существительное «дарвалдай»…— «Моя редакция»
Эта же ослышка зафиксирована в поэме Андрея Белого «Первое свидание» (1921):

 Так звуки слова «дар Валдая»

 Балды, над партою болтая,—

 Переболтают в «дарвалдая»…

 Ах, много, много «дарвалдаев» —

 Невнятиц этих у меня…— 
Д. Н. Ушаков наряду с этим примером приводит другой — строчку из стихотворения Константина Батюшкова «Пленный» «Шуми, шуми волнами, Рона», в котором при восприятии со слуха «часть слова может оторваться и пойти на осмысление другого, непонятного»: «Шуми, шуми, волна Мирона». Ю. М. Лотман, комментируя эти два примера, также связывает подобные случаи с редкостью, малоупотребительностью какого-либо слова в оригинальном тексте: «лексическая непонятность привела к невозможности осмыслить грамматическую форму, и ряд звуков был спроектирован на потенциально имеющуюся в сознании слушателя форму деепричастия». Этот тип ослышки непосредственно связан со сдвигом в понимании А. Кручёных.

## В современной культуре
Журналист Джон Кэрролл, ведущий в газете San Francisco Chronicle колонку, посвящённую ослышкам, называет три наиболее популярных англоязычных ослышки:
1. Gladly, the cross-eyed bear (Весело, косоглазый медведь) вместо Gladly The Cross I’d Bear (Охотно понесу я крест) — из старинного религиозного гимна;
2. There’s a bathroom on the right (Там ванная справа) вместо There’s a bad moon on the rise (Там всходит дурная луна) — из песни Creedence Clearwater Revival «Bad Moon Rising»;
3. Excuse me while I kiss this guy (Извини меня, когда я целую этого парня) вместо Excuse me while I kiss the sky (Извини меня, когда я целую небеса) из песни Джимми Хендрикса «Purple Haze».

Сообщается, что Хендрикс знал об этой ослышке и на некоторых выступлениях после исполнения этой строчки указывал на своего бас-гитариста Ноэла Реддинга и даже целовал его в щёку.
На российской эстраде широко распространилась ослышка названия песни Игоря Саруханова «Скрипка-лиса», которое неоднократно повторяется в припеве — многим она слышится как «Скрип колеса». По контексту песни последнее значение более очевидно, однако сам певец неоднократно повторял, что «Скрипка-лиса» — официальное название, в таком виде оно указано и на одноимённом авторском диске. В данном случае нельзя исключать, что это был авторский ход — Саруханов при написании песни сознательно допускал возможность двоякой интерпретации этой строчки, сделав её каламбуром; в то же время сама неоднозначность возможного восприятия этого названия, по мнению некоторых специалистов, отражает характерный для современной культурной ситуации мерцающий, неопределённый статус смыслов.
Наряду с ослышками, порождёнными поп-культурой, сохраняются, разумеется, и индивидуальные ослышки, которые иногда могут приобретать статус мемов. В частности, популярностью пользуется появившаяся впервые в 2011 году на сайте Reddit история ребёнка, услышавшего от отца известный афоризм «Знание — сила» с указанием его авторства (Фрэнсис Бэкон) и воспринявшего неизвестное ему имя как вторую часть афоризма: «Франция — бекон» (англ. France is bacon). На примере этой ослышки специалисты обсуждают, в частности, проблему распознавания речи искусственным интеллектом.
В 2024 году в издательстве «Триумф» вышел «Словарь ослышек», содержащий более 1000 «коллективных и индивидуальных „мондегринов“, родившихся при прослушивании отечественных и зарубежных песен». В предисловии к словарю его автор И. С. Самохин разводит понятия «ослышка» и «мондегрин». Под мондегрином понимается «ослышка, способная разбередить мысль или вызвать живую эмоцию: радость, умиление, изумление, отвращение и т. д.».

## Ослышки у детей
Особенно часто переинтерпретирующие ослышки встречаются в восприятии детей, у которых словарный запас ещё недостаточно велик, а некоторые грамматические конструкции ещё не усвоены. Ряд подобных примеров приводит С. Н. Цейтлин в главе «Собакой не полаешь»:

Стали они жить-поживать
Да добра наживать
Стали жить-поживать,
И добрана жевать.
Уже поколения детей расспрашивают взрослых об этом злополучном добране — кто он такой и зачем его жуют? Некоторые при этом полагают, что это чье-то имя. Но все равно остается непонятым, зачем надо кого-то жевать. В самом деле, «наживать добра» — устойчивое выражение, которое не употребляется за пределами литературных произведений фольклорного плана. И хотя оно достаточно часто встречается в сказках, которые ребёнок слышит, но самая немотивированность сочетания подводит ребёнка — слово «добро» употреблено здесь в достаточно необычном для ребёнка значении, не является к тому же мотивированным с точки зрения современных норм родительный падеж этого слова.

К детскому восприятию апеллировала и американская писательница Сильвия Райт, посвятившая ослышке статью в Harper's Magazine (1954): в строчках старинной шотландской баллады

They have slain the Earl O' Moray, 

And laid him on the green.
 
 

Они убили владетеля Морэй, 

И положили его на зелёную траву.

ей в детстве слышалось «And Lady Mondegreen» (И леди Мондегрин). Райт предложила называть такие ослышки «мондегринами», заметив по их поводу: «С тем, что я дальше буду называть мондегринами, раз уж никто другой не придумал для них слова, вся штука в том, что они лучше, чем исходный текст». Слово англ. mondegreen в качестве нарицательного вошло в 2008 году в очередное издание наиболее авторитетного американского словаря — Словаря Уэбстера.
Как указывает Т. А. Круглякова, в появлении ослышек заметную роль играют ритмо-мелодические особенности стихотворений и песен.

## Психологический аспект
С точки зрения психоанализа, ослышки (так же, как и другие ошибки речевой коммуникации) могут свидетельствовать о бессознательных процессах в психической деятельности человека, доказывая существование вытеснения и образования замещения не только у невротиков, но и у вполне нормальных людей. Ошибочные действия, в том числе и ослышки, возникают в результате наложения друг на друга различных намерений; их механизм сводится к тому, что одно из намерений подвергается вытеснению, и его реализация не допускается человеком. В результате этого оно проявляется в нарушении другого намерения.
У психически больных, страдающих бредом отношения (а также иногда у людей, у которых есть паранойяльные черты характера), наблюдаются ослышки, подкрепляющие мысль об особом отношении к ним со стороны окружающих — в их речи больные «слышат» своё имя, обсуждение тех или иных своих поступков или действий, которые окружающие якобы собираются предпринять в отношении больного. При бреде ревности в речи объекта своей ревности больные «слышат» оговорки, подтверждающие факт или намерение измены.